# Authaeretis
Authaeretis és un gènere d'arnes de la família Crambidae.

## Taxonomia
- Authaeretis eridora Meyrick, 1886
- Authaeretis exaereta Tams, 1935